# Марийское сельское поселение
Марийское се́льское поселе́ние — муниципальное образование в Мари-Турекском районе Марий Эл Российской Федерации.
Административный центр — посёлок Мариец.

## История
Статус и границы сельского поселения установлены Законом Республики Марий Эл от 18 июня 2004 года № 15-З «О статусе, границах и составе муниципальных районов, городских округов в Республике Марий Эл».

## Население
| 2010  | 2011  | 2012  | 2013  | 2014  | 2015  | 2016  |
| ----- | ----- | ----- | ----- | ----- | ----- | ----- |
| 1947  | ↘1933 | ↘1847 | ↘1759 | ↘1691 | ↘1622 | ↘1568 |
| 2017  | 2018  | 2019  | 2020  | 2021  | 2023  |       |
| ↘1508 | ↘1456 | ↘1397 | ↘1340 | ↗1440 | ↘1399 |       |

## Состав сельского поселения
В состав сельского поселения входят 2 посёлка и 16 деревень:
| №  | Населённый пункт | Тип населённого пункта          | Население |
| -- | ---------------- | ------------------------------- | --------- |
| 1  | Болгары          | деревня                         | ↘43       |
| 2  | Ведерники        | деревня                         | ↘103      |
| 3  | Верхний Мир      | деревня                         | ↘15       |
| 4  | Дружино          | деревня                         | ↘117      |
| 5  | Дубровка         | деревня                         | →8        |
| 6  | Исмаил           | деревня                         | ↘73       |
| 7  | Кирино           | деревня                         | ↘5        |
| 8  | Малая Нуса       | деревня                         | ↘22       |
| 9  | Малые Нослы      | деревня                         | ↘23       |
| 10 | Малые Янгурцы    | деревня                         | ↘3        |
| 11 | Малый Сардабаш   | деревня                         | →0        |
| 12 | Малый Тюнтерь    | деревня                         | ↘65       |
| 13 | Мариец           | посёлок, административный центр | ↘728      |
| 14 | Новопавловский   | посёлок                         | ↘154      |
| 15 | Новый Мир        | деревня                         | ↘35       |
| 16 | Симоновск        | деревня                         | →0        |
| 17 | Шишинер          | деревня                         | ↘131      |
| 18 | Шора             | деревня                         | ↘422      |